# サークル線
サークル線 (サークルせん、英語: Circle Line) は、ロンドン地下鉄の路線である。ハマースミス駅からエッジウェア・ロード駅を経由し、ロンドン中心部を一周したあとエッジウェア・ロード駅に戻る。かつては日本の山手線のような環状線で環状運転を行っていたが、2009年にエッジウェア・ロード駅からハマースミス&シティ線に乗り入れする形で延長されたため、現在は日本の大江戸線のような「6の字型」運転である。世界で最初に開業した地下鉄であるメトロポリタン鉄道の区間を含み、早期にできた路線であるため、全体的に地表から浅い位置を走る。地下鉄路線図の案内上では黄色に着色されている。1949年までインナー・サークルという呼称だった。

## 歴史
- 1863年1月10日 - メトロポリタン鉄道がパディントン駅 - ファリンドン・ストリート駅（現在のファリンドン駅間）において世界初の地下鉄としてターミナル駅とシティを結ぶ形で運行開始。当時の列車は蒸気機関車がガス灯を灯した木製の客車を牽く形であった。
- 1865年12月23日 - メトロポリタン鉄道ファリンドン駅 - ムーアゲート・ストリート駅（現在のムーアゲート駅）間が延長し新しいパディントン駅を含む5駅が開業。それに伴いファリンドン駅が若干移動した。
- 1868年10月1日 - メトロポリタン鉄道ブロンプトン（グロスター・ロード）駅（現在のグロスター・ロード駅）間が開業。
- 1868年12月24日 - ディストリクト鉄道のサウス・ケンジントン駅 - ウェストミンスター・ブリッジ駅（現在のウェストミンスター駅）まで5駅開業。メトロポリタン鉄道はブロンプトン（グロスター・ロード）駅から東へ延長してディストリクト鉄道のサウス・ケンジントン駅に乗り入れる。
- 1870年5月30日 - ディストリクト鉄道ウェストミンスター・ブリッジ駅（現在のウェストミンスター駅） - ブラックフライアーズ駅間3駅が開業。
- 1871年7月3日 - ディストリクト鉄道ブラックフライアーズ駅からマンション・ハウス駅まで1駅開業。
- 1875年2月1日 - メトロポリタン鉄道ムーアゲート・ストリート駅（現在のムーアゲート駅） - リバプール・ストリート駅間が開業。
- 1876年11月18日 - アルドゲイト駅開業。アルドゲイト駅 - ビショップスゲート駅間のシャトル列車が運行。
- 1876年12月4日 - メトロポリタン鉄道、ディストリクト鉄道の列車がアルドゲイト駅に乗り入れが開始され、リバプール・ストリート駅 - アルドゲイト駅間が繋がる。
- 1882年9月25日 - アルドゲイト駅 - タワー・オブ・ロンドン駅（現在のタワー・ヒル駅）間開業。
- 1884年9月17日 - インナーサークル線の公式の完成式典が行われる。
- 1884年10月5日 - タワー・オブ・ロンドン駅（現在のタワー・ヒル駅とほぼ同じ場所）が廃止。翌日にマークレーン駅が開業。
- 1884年10月6日 - メトロポリタン鉄道とディストリクト鉄道が接続し円環状となり、インナー・サークル線が完成。同時にキャノン・ストリート駅、イーストチープ駅（翌月からモニュメント駅）、マークレーン駅が開業
- 1946年 - マーク・レーン駅げタワー・ヒル駅に改称。
- 1947年 - メトロポリタン線とディストリクト線が一緒に同じ色でベックの路線図に描かれる。
- 1949年 - それまでメトロポリタン線の系統の1つの扱いであったインナー・サークル系統が「サークル線」として地下鉄路線図上で独立し、ベックの路線図でも他の路線と別に描かれる。
- 1959-60年 - サークル線の列車が6両編成に増やされてハマースミス&シティー線と列車が統一されたことにより、その2路線の回送列車の保守整備はハマースミス車両基地で行われる。これによりニーズデン車両基地がA形電車の保守整備に集中できるようになった。
- 1967年2月4日 - タワー・ヒル駅 (当時)が廃止され、タワー・ヒル駅（現在）に移転開業する。
- 1970年 - 車内アナウンスが追加されたアルミ製のC形電車がA形電車に置き換わり導入され始めた。
- 1973年8月23日 - ベイカー・ストリート駅のきっぷ売場に置き去りにされた鞄から爆弾が発見されたが、無事に発見解体された。その1週間後、同じ駅で駅員が再び爆弾を見つけて、それも解体され事なきを得た。
- 1984年 - 1972年に開始予定だったが労働組合との対立により導入されなかったワンマン運転が開始。
- 2003年 - サークル線のインフラが官民パートナーシップにより部分的にメトロネット（英語版）に委託される。
- 2005年7月7日 - 8時50分頃（日本時間16時50分頃）リバプール・ストリート駅 - アルドゲイト駅間を走行中の6両編成の列車の2両目後部、エッジウェア・ロード駅の4番線をパディントン駅方面に出た直後の列車の2両目前部、この2つでほぼ同時に爆発が発生し多数の死者が出た。これによりサークル線は8月8日まで運行を停止した。
- 2008年5月31日 - 車内での飲酒禁止令施行を翌日に控え、大規模なパーティーが車内などで行われ1000人規模の人が参加し、17人の逮捕者が出てたり閉鎖される駅が出たりする始末となった。
- 2009年12月13日 - エッジウェア・ロード駅からハマースミス駅までハマースミス&シティー線に乗り入れする形で延長された。

## 路線図

### 2009年12月12日まで
日本の山手線のように、以下の路線図の通りに一周20.75kmの環状線の27駅を内回り外回り両方向に運転していた。2006年のダイヤでは内回り外回り合わせて14本の列車が同時に運行し、8分から8分半の間隔で運行していた。

### 2009年12月13日から
ハマースミス&シティー線に乗り入れする形でエッジウェア・ロード駅からハマースミス駅まで延長された。これにより、環状運転ではなく、ハマースミス駅方面から来た列車がエッジウェア・ロード駅を通り、ロンドン中心部を一周して再びエッジウェアー・ロード駅に到達するというルートに変更され、ハマースミス支線の列車本数の増加につながった。

## 駅一覧

以下の区間で他路線と線路を共有している。線路が独立している山手線と京浜東北線や埼京線の関係とは異なり、高崎線と宇都宮線の上野 - 大宮間の関係のように同じ線路やプラットホームを共有している。
- ハマースミス駅 - リバプール・ストリート駅間（ハマースミス&シティ線）
- ベーカー・ストリート駅 - アルドゲート駅間（メトロポリタン線）
- タワーヒル駅 - グロースター・ロード駅間（ディストリクト線本線）
- ハイ・ストリート・ケンジントン駅 - エッジウェア・ロード駅間（ディストリクト線エッジウェア・ロード支線）

| 駅                                                           | 画像 | 開業           | 接続路線 | ゾーン          |
| ------------------------------------------------------------ | --- | -------------- | --- | --------------- |
| ハマースミス Hammersmith                                     | | 1864年6月13日  | ロンドン地下鉄（改札外乗り換え）：約60m離れたハマースミス駅 (ピカデリー線、ディストリクト線)にてピカデリー線、ディストリクト線 バス：ハマースミス駅 (ピカデリー線、ディストリクト線)にハマースミス・バス・ステーションが隣接する。 | ゾーン2         |
| ゴールドホーク・ロード Goldhawk Road                         | | 1914年4月1日   | | ゾーン2         |
| シェパーズ・ブッシュ・マーケット Shepherd's Bush Market      | | 1864年6月13日  | | ゾーン2         |
| ウッド・レーン Wood Lane                                     | | 1908年5月1日   | ロンドン地下鉄：約200m北に離れたホワイト・シティー駅でセントラル線に乗り換え可能。 バス：約100m南にホワイト・シティ・バス・ステーションがある。 | ゾーン2         |
| ラティマー・ロード Latimer Road                              | | 1868年12月16日 | | ゾーン2         |
| ラッドブローク・グローヴ Ladbroke Grove                      | | 1864年6月13日  | | ゾーン2         |
| ウェストボーン・パーク Westbourne Park                       | | 1866年2月1日   | | ゾーン2         |
| ロイヤル・オーク Royal Oak                                   | | 1871年10月30日 | | ゾーン2         |
| パディントン（北側） Paddington                              | | 1863年1月10日  | ロンドン地下鉄（改札外乗り換え）：ベーカールー線、ディストリクト線エッジウェア・ロード支線、サークル線（内回り） ナショナル・レール：グレート・ウェスタン・レールウェイ、ヒースロー・エクスプレス、チルターン・レイルウェイズ、TfLレール | ゾーン1         |
| エッジウェア・ロード Edgware Road                            | | 1863年1月10日  | ロンドン地下鉄（改札内乗り換え）：ディストリクト線エッジウェア・ロード支線、サークル線（内回り） ロンドン地下鉄（改札外乗り換え）：エッジウェア・ロード駅 (ベーカールー線)からベーカールー線 | ゾーン1         |
| ベイカー・ストリート Baker Street                            | | 1863年1月10日  | ロンドン地下鉄：ベーカールー線、ジュビリー線、メトロポリタン線 | ゾーン1         |
| グレート・ポートランド・ストリート Great Portland Street     | | 1863年1月10日  | | ゾーン1         |
| ユーストン・スクエア Euston Square                           | | 1863年1月10日  | ナショナル・レール（ユーストン駅）：アヴァンティ・ウェスト・コースト、ロンドン・ノースウェスタン・レールウェイ（ウェスト・ミッドランズ・トレインズ）、カレドニアン・スリーパー ロンドン・オーバーグラウンド（ユーストン駅）：ワットフォードDC線（ユーストン駅） バス：ユーストン・バス・ステーション | ゾーン1         |
| キングズ・クロス・セント・パンクラス King's Cross St Pancras | | 1863年1月10日  | ロンドン地下鉄：ノーザン線、ピカデリー線、ヴィクトリア線 ナショナル・レール（セント・パンクラス駅）：ユーロスター、イースト・ミッドランズ・レールウェイ、テムズリンク（ゴヴィア・テムズリンク・レールウェイ）、サウスイースタン ナショナル・レール（キングス・クロス駅）：ハル・トレインズ、ロンドン・ノース・イースタン・レールウェイ、グランド・セントラル、グレート・ノーザン（ゴヴィア・テムズリンク・レールウェイ） | ゾーン1         |
| ファリンドン Farringdon                                      | | 1863年1月10日  | ナショナル・レール：テムズリンク（ゴヴィア・テムズリンク・レールウェイ） | ゾーン1         |
| バービカン Barbican                                          | | 1865年12月23日 | | ゾーン1         |
| ムーアゲート Moorgate                                        | | 1865年12月23日 | ロンドン地下鉄：ノーザン線 ナショナル・レール：グレート・ノーザン（ゴヴィア・テムズリンク・レールウェイ） | ゾーン1         |
| リバプール・ストリート Liverpool Street                      | | 1875年7月11日  | ロンドン地下鉄：セントラル線、ハマースミス&シティー線 ナショナル・レール：グレーター・アングリア（グレート・イースタン本線、スタンステッド・エクスプレス）、c2c バス：リバプール・ストリート・バス・ステーション | ゾーン1         |
| アルドゲイト Aldgate                                         | | 1876年11月18日 | バス：アルドゲイト・バス・ステーション | ゾーン1         |
| タワーヒル Tower Hill                                        | | 1882年9月25日  | ロンドン地下鉄：ディストリクト線 ロンドン交通局：ドックランズ・ライト・レイルウェイ（タワー・ゲートウェイ駅） ナショナル・レール（フェンチャーチ・ストリート駅）：c2c ロンドン・リバー・サービス：タワー・ミレニアム・ピア | ゾーン1         |
| モニュメント Monument                                        | | 1884年10月6日  | バンク駅とエスカレーターで繋がれ以下の路線と接続。 ロンドン地下鉄：セントラル線、ノーザン線、ウォータールー&シティー線 ロンドン交通局：ドックランズ・ライト・レイルウェイ | ゾーン1         |
| キャノン・ストリート Cannon Street                           | | 1884年10月6日  | ナショナル・レール：サウスイースタン | ゾーン1         |
| マンション・ハウス Mansion House                             | | 1871年7月3日   | | ゾーン1         |
| ブラックフライアーズ Blackfriars                             | | 1870年5月30日  | ナショナル・レール：テムズリンク（ゴヴィア・テムズリンク・レールウェイ）、サウスイースタン ロンドン・リバー・サービス：ブラックフライアーズ・ミレニアム・ピア | ゾーン1         |
| テンプル Temple                                              | A grey building with a rectangular, white sign on a rounded corner reading "TEMPLE STATION" in black letters all under a blue sky | 1870年5月30日  | | ゾーン1         |
| エンバンクメント Embankment                                  | | 1870年5月30日  | ロンドン地下鉄ベーカールー線、ノーザン線 ナショナル・レール（チャリング・クロス駅）：サウスイースタン ロンドン・リバー・サービス：エンバンクメント・ピア | ゾーン1         |
| ウェストミンスター Westminster                               | | 1868年12月24日 | ロンドン地下鉄：ジュビリー線 ロンドン・リバー・サービス：ウェストミンスター・ミレニアム・ピア | ゾーン1         |
| セント・ジェームズ・パーク St James's Park                   | | 1868年12月24日 | | ゾーン1         |
| ヴィクトリア Victoria                                        | | 1868年12月24日 | ロンドン地下鉄：ビクトリア線 ナショナル・レール：サウスイースタン、サザン／ガトウィック・エクスプレス（ゴヴィア・テムズリンク・レールウェイ）、ベニス・シンプロン・オリエント・エクスプレス バス：ヴィクトリア・バス・ステーション、ヴィクトリア・コーチ・ステーション、グリーンライン・コーチ・ステーション | ゾーン1         |
| スローン・スクエア Sloane Square                             | | 1868年12月24日 | | ゾーン1         |
| サウス・ケンジントン South Kensington                        | | 1868年12月24日 | ロンドン地下鉄：ピカデリー線 | ゾーン1         |
| グロスター・ロード Gloucester Road                           | | 1868年10月1日  | ロンドン地下鉄：ピカデリー線、ディストリクト線 | ゾーン1         |
| ハイ・ストリート・ケンジントン High Street Kensington        | | 1868年10月1日  | ロンドン地下鉄：ディストリクト線エッジウェア・ロード支線 | ゾーン1         |
| ノッティング・ヒル・ゲート Notting Hill Gate                 | | 1868年10月1日  | ロンドン地下鉄：セントラル線 | ゾーン1 ゾーン2 |
| ベイズウォーター Bayswater                                   | | 1868年10月1日  | | ゾーン1         |
| パディントン（南側） Paddington                              | | 1868年10月1日  | ロンドン地下鉄（改札内乗り換え）：ベーカールー線 ロンドン地下鉄（改札外乗り換え）：ハマースミス&シティー線、サークル線（ハマースミス支線、外回り） ナショナル・レール：グレート・ウェスタン・レールウェイ、ヒースロー・エクスプレス、チルターン・レイルウェイズ、TfLレール | ゾーン1         |
| エッジウェア・ロード Edgware Road                            | | 1863年1月10日  | ロンドン地下鉄（改札内乗り換え）：ディストリクト線エッジウェア・ロード支線、サークル線（内回り） ロンドン地下鉄（改札外乗り換え）：エッジウェア・ロード駅 (ベーカールー線)からベーカールー線 | ゾーン1         |

## メトロポリタン・ディストリクト鉄道

1871年にインナー・サークル線の運行が始まり、マンション・ハウス駅からムーアゲート・ストリート駅まで、サウス・ケンジントン駅とパディントン駅を通って運行された。ケンジントン（ハイ・ストリート）駅とサウス・ケンジントン駅の間では、両社がそれぞれの線路を保有していた。

メトロポリタン・ディストリクト鉄道は1868年から1933年までロンドンで運行されていた旅客鉄道である。1864年にインナーサークルを完成させるために設立された。開通当初は蒸気機関車とガス灯照明の木製客車で運行されていた。1871年に自社の列車を持つまではメトロポリタン鉄道が運行を行っていた。1905年に電化が始められ同年の終わりには全列車が電車となった。1933年にメトロポリタン鉄道その他の交通機関と合併してロンドン旅客運輸公社となった。メトロポリタン・ディストリクト鉄道の路線は現在サークル線、ピカデリー線、ディストリクト線として運行されている。